# Kraftsdorf
Kraftsdorf là một đô thị ở huyện Greiz, ở bang Thüringen, Đức. Đô thị này có diện tích 41,21 km², dân số thời điểm ngày 31 tháng 12 năm 2006 là 4286 người.